# Beziehungen zwischen Honduras und den Vereinigten Staaten

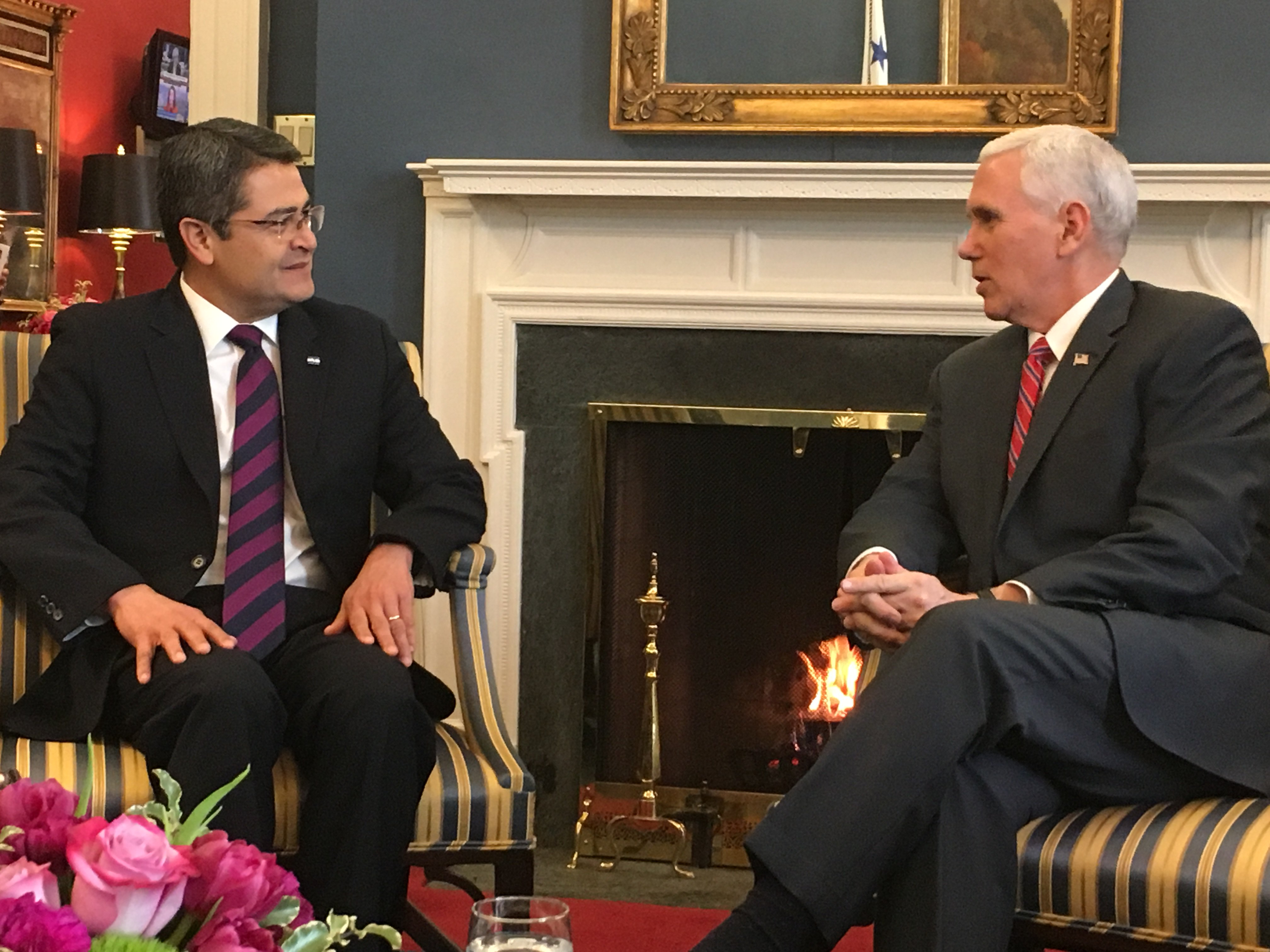
Juan Orlando Hernández mit US-Vizepräsident Mike Pence im Jahr 2017

Die Beziehungen zwischen Honduras und den Vereinigten Staaten sind das bilaterale Verhältnis zwischen Honduras und den Vereinigten Staaten von Amerika (USA). Beide Staaten unterhalten enge diplomatische, wirtschaftliche und kulturelle Kontakte. Vom Congressional Research Service wird Honduras traditionell als enger Verbündeter der USA in Mittelamerika angesehen.

## Geschichte
Die USA erkannten Honduras erstmals 1824 als Teil der Zentralamerikanischen Föderation an, nachdem das Land seine Unabhängigkeit von Spanien erlangt hatte. Nach dem Zerfall der Föderation wurde Honduras am 19. April 1853 von den USA als souveräner Staat anerkannt; noch im selben Jahr wurden offizielle diplomatische Beziehungen aufgenommen. Zu Beginn des 20. Jahrhunderts errichteten US-Unternehmen (allen voran die United Fruit Company) riesige Bananenplantagen in Honduras und dominierten Wirtschaft und Politik des Landes, das als ursprüngliche „Bananenrepublik“ bekannt wurde.  Die USA griffen in dieser Zeit und später wiederholt militärisch in Honduras ein, um ihre wirtschaftlichen und strategischen Interessen zu wahren. Während des Kalten Krieges blieb Honduras eng an die USA gebunden. In den 1980er-Jahren nutzten von den USA unterstützte Contra-Rebellen Honduras als Aufmarschgebiet im Kampf gegen die linksgerichtete Sandinisten-Regierung im benachbarten Nicaragua. Zur selben Zeit unterhielt das US-Militär erstmals dauerhaft Truppen in Honduras: Auf dem Luftwaffenstützpunkt Soto Cano (Palmerola), der Anfang der 1980er-Jahre errichtet wurde, sind bis heute rund 500 US-Soldaten stationiert. Der Stützpunkt war insbesondere in den 1980er-Jahren für US-Operationen in Zentralamerika von entscheidender Bedeutung.
2009 führte ein vom Militär unterstützter Staatsstreich zur Absetzung des gewählten honduranischen Präsidenten Manuel Zelaya. Dieser Putsch belastete die Beziehungen beider Länder; die US-Regierung unter Präsident Barack Obama setzte zeitweise diplomatische und wirtschaftliche Kontakte aus. Nachdem Anfang 2010 eine neu gewählte Regierung in Honduras die Amtsgeschäfte übernommen hatte, wurden die bilateralen Beziehungen jedoch rasch normalisiert. In den folgenden Jahren arbeiteten die USA und Honduras in vielen Bereichen eng zusammen, etwa bei Entwicklungsprojekten, der Bekämpfung der Bandenkriminalität und der Eindämmung der illegalen Migration. Dennoch kam es immer wieder zu Spannungen aufgrund von Korruption und Drogenhandel auf höchster Ebene in Honduras. So wurde der honduranische Präsident (2014–2022) Juan Orlando Hernández im April 2022 kurz nach seinem Ausscheiden aus dem Amt an die USA ausgeliefert. Ein US-Gericht verurteilte ihn 2023 wegen Beteiligung an einem großangelegten Drogenschmuggel zu 45 Jahren Haft. Präsidentin Xiomara Castro, die im Januar 2022 ihr Amt antrat, kündigte daraufhin an, das umstrittene Auslieferungsabkommen mit den USA nicht zu verlängern. Im Jahr 2024 verschärfte sich der Ton zwischen beiden Staaten erheblich: Die honduranische Regierung warf den USA Einmischung in innere Angelegenheiten vor und behauptete, es gebe Hinweise auf eine Verstrickung der US-Botschaft in einen versuchten Komplott innerhalb der honduranischen Streitkräfte.

## Kultur und Migration
Die gesellschaftlichen und kulturellen Verbindungen zwischen Honduras und den USA sind vor allem durch Migration geprägt. Schätzungsweise über eine Million Honduraner leben in den Vereinigten Staaten, viele von ihnen infolge wirtschaftlicher Not und Gewalt in der Heimat. Überweisungen von in den USA lebenden Honduranern machen etwa ein Viertel des honduranischen Bruttoinlandsprodukts aus und sind für viele Familien in Honduras eine zentrale Einnahmequelle. Die US-Regierung bemüht sich – etwa durch Entwicklungsinitiativen in Zentralamerika – die Ursachen irregulärer Migration (Armut, Arbeitslosigkeit, Kriminalität) in Honduras zu bekämpfen, um den Migrantendruck an der US-Südgrenze zu verringern. Zudem besteht ein bilaterales Abkommen zur Rücknahme deportierter Migranten; Honduras erhält Unterstützung bei der Reintegration der Rückkehrer.

## Wirtschaft
Wirtschaftlich ist Honduras eng mit den Vereinigten Staaten verflochten. Die USA sind mit Abstand Hondurus’ wichtigster Handelspartner und stehen für rund 37 % des gesamten honduranischen Außenhandels (zum Vergleich: China ca. 12 %). Honduras trat 2006 dem zentralamerikanisch-amerikanischen Freihandelsabkommen CAFTA-DR bei, wodurch Zölle und Handelsbarrieren mit den USA weitgehend abgebaut wurden. Der bilaterale Handel mit Waren und Dienstleistungen belief sich im Jahr 2022 auf schätzungsweise 14,0 Milliarden US-Dollar. Die US-Exporte nach Honduras lagen dabei bei rund 8 Mrd. $, die Importe aus Honduras bei etwa 6 Mrd. $ im Jahr 2022. Mehrere hundert US-Unternehmen sind in Honduras investiert oder tätig, vor allem in den Bereichen Textilproduktion, Energie und Tourismus.
Die Próspera ist eine von US-Investoren wie Peter Thiel finanzierte Privatstadt und Sonderwirtschaftszone, auf der das honduranische Recht de facto außer Kraft gesetzt ist. Honduras setzte 2022 das ZEDE-Gesetz, was die Rechtsbasis für diese und weitere Privatstädte bildete, aus. Daraufhin verklagte Próspera Honduras auf 10,7 Milliarden US-Dollar Schadenersatz.

## Diplomatie
Die USA unterhalten eine Botschaft in Tegucigalpa und eine konsularische Vertretung in San Pedro Sula. Honduras seinerseits besitzt eine Botschaft in Washington, D.C. sowie Generalkonsulate in mehreren US-Städten, darunter New York, Houston und Los Angeles.